# Espècie precocial

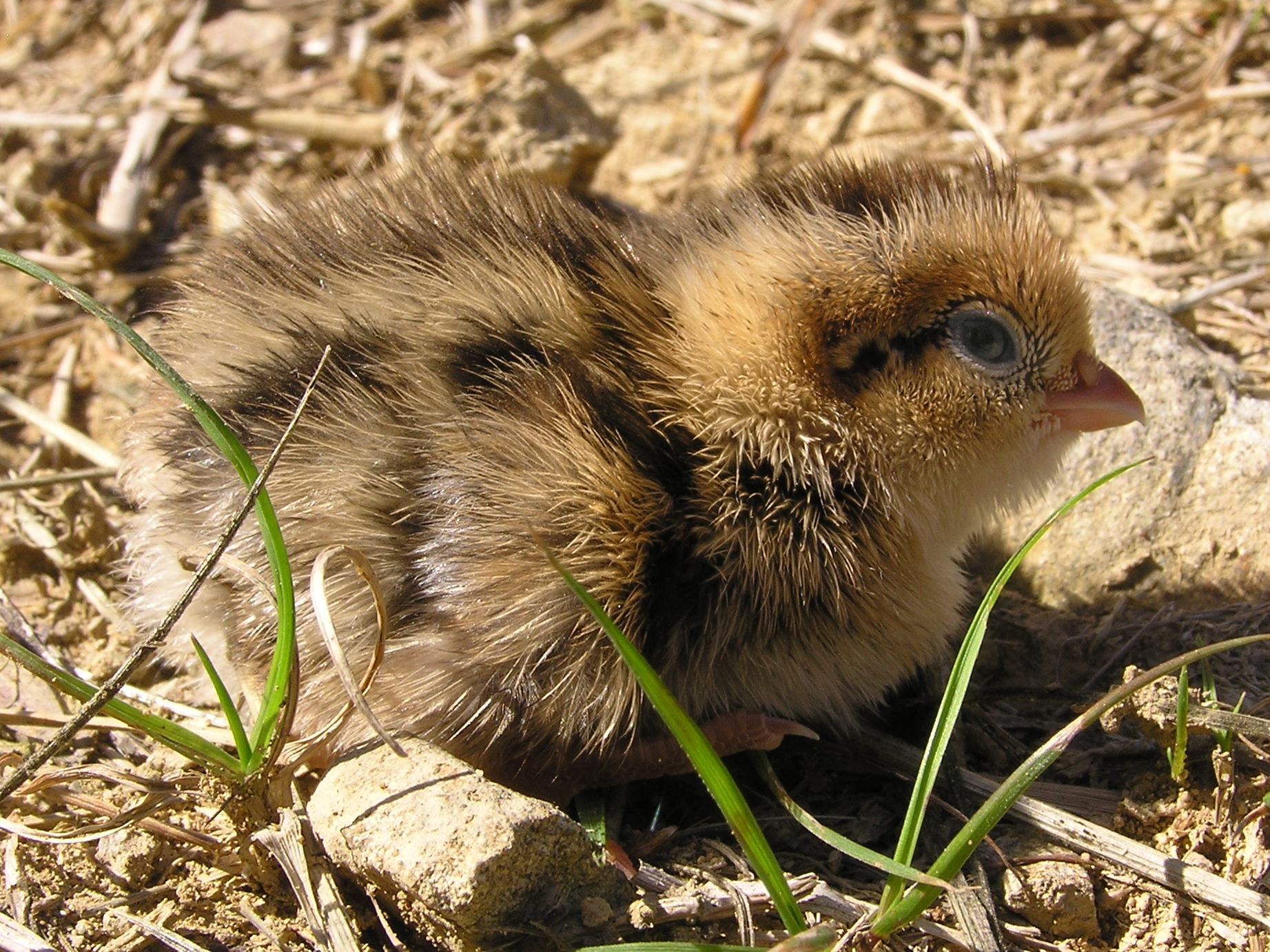
Els colins de Califòrnia són una espècie precocial. A la imatge, un pollet.

En zoologia, les espècies considerades precocials són aquelles en què les cries són capaces de veure-hi, sentir-hi, posar-se dempeus i dur a terme la resta de funcions pròpies de l'individu adult pràcticament des del naixement. Per consegüent, aquestes espècies necessiten menys cura maternal i són capaces d'unir-se a les activitats dels individus adults en pocs dies. Entre les espècies precocials més representatives hi ha el cavall i l'ovella, les cries dels quals són capaces de caminar poques hores després de néixer i segueixen el ritme del grup en menys d'una setmana. Els humans no són una espècie precocial, igual que el conill domèstic o el gos.